# Passalus convexus
Passalus convexus is een keversoort uit de familie Passalidae. De wetenschappelijke naam van de soort is voor het eerst geldig gepubliceerd in 1817 door Dalman.